# Franz Menges
Franz Menges (* 29. Mai in 1941 in Wien-Obersiebenbrunn; † 5. April 2014 in Grünwald) war ein deutscher Historiker, Autor und Generalredaktor der Neuen Deutschen Biographie (NDB).

## Leben
Franz Menges studierte nach seinem Abitur 1962 im oberschwäbischen Ulm Geschichte, Kunstgeschichte,
Germanistik und Politische Wissenschaft in Freiburg (Breisgau), Bonn und München. 1970 wurde er mit der Arbeit Reichsreform und Finanzpolitik bei Karl Bosl zum Dr. phil. mit summa cum laude promoviert. Im Rahmen eines Forschungsstipendiums in Paris und Wien hatte er Kontakt zum Deutschen Historischen Institut. In München war er Wissenschaftlicher Mitarbeiter am Staatsarchiv München und ordnete den Nachlass von Franz Schnabel. Zudem war er Lehrbeauftragter am Institut für Bayerische Geschichte der Ludwig-Maximilians-Universität München.
1974 wurde er Fachredakteur an dem biographischen Grundlagenwerk der Neuen Deutschen Biographie, dessen Herausgeber die Bayerische Akademie der Wissenschaften ist. 1996 wurde Menges Chefredakteur der Neuen Deutschen Biographie. Er legte in zweijährlichem Turnus einen neuen Band vor, mit 850 Artikeln von ca. 500 Autoren. Er war Mitglied der Historischen Kommission bei der Bayerischen Akademie der Wissenschaften in München. Am 31. Mai 2006 ging er in den Ruhestand.
Menges war Gründungsmitglied und von 1990 bis 1996 ehrenamtlicher Vorstand der Musikschule in Grünwald bei  München.

## Auszeichnungen und Ehrungen
1978 wurde Franz Menges von Kardinal-Großmeister Maximilien Kardinal de Fuerstenberg zum Ritter des Ritterordens vom Heiligen Grab zu Jerusalem ernannt und am 9. Dezember 1978 im Kaiserdom St. Bartholomäus durch Franz Hengsbach, Großprior der deutschen Statthalterei, investiert. Er war zuletzt Komtur des Ordens.